# 山本寿美
山本 寿美（やまもと かずみ、1882年（明治15年）4月11日 - 1944年（昭和19年）10月）は、大日本帝国陸軍軍人。最終階級は陸軍少将。

## 経歴
広島県出身。陸軍士官学校第17期、陸軍大学校第26期卒業。1921年（大正10年）7月に陸軍歩兵少佐に進級し、1923年（大正12年）9月時点で歩兵第2連隊大隊長の任にあった。1925年（大正14年）8月、陸軍歩兵中佐に進級し、同年月時点で歩兵第12連隊附に転じ、1927年（昭和2年）7月に和歌山連隊区司令部部員に着任した。
1935年（昭和5年）3月6日、陸軍歩兵大佐進級と同時に第1師団司令部附となり、東京慈恵会医科大学に配属された。1932年（昭和7年）8月に静岡連隊区司令官に転じ、1934年（昭和9年）8月1日に陸軍少将進級と同時に待命となり、8月30日に予備役に編入された。